# Famille Amadet
 (juillet 2024).
Si vous disposez d'ouvrages ou d'articles de référence ou si vous connaissez des sites web de qualité traitant du thème abordé ici, merci de compléter l'article en donnant les références utiles à sa vérifiabilité et en les liant à la section « Notes et références ».
La famille Amadet ou Hamadé est une des plus grandes familles druzes du Liban, connue pour leur patriotisme.

## Présentation
Cette orthographe du nom est utilisée en France par les descendants de cheikh Farid Hamadé depuis janvier 1995.
Après l'exil de Farid Hamadé et sa famille en novembre 1990, à la suite de l'occupation du Liban par les troupes syriennes, une partie de la famille s'est installée dans la ville de Montpellier dans le sud de la France. Le reste de la famille est resté à Paris.
Naturalisée française en janvier 1995, la famille de Cheikh Khaled Farid Hamadé a choisi d'avoir les deux orthographes: Amadet et Hamadé, en signe d'intégration dans la société occidentale en général et française en particulier.
La famille Hamadé ou Amadet a connu beaucoup d'hommes politiques ainsi que des chefs politico-spirituels tels que les Cheikhs Akl Druzes, qui ont marqué l'histoire du Liban.